# Operación ZUR-215
Operación ZUR-215 es el nombre de una prueba nuclear realizada por la Unión Soviética el 19 de enero de 1957 en el cosmódromo de Kapustin Yar, donde un misil con una ojiva nuclear de 10 kilotones fue lanzado y detonado a una altura de 10 370 m. Fue la primera prueba nuclear realizada en Kapustin Yar y la segunda con un misil lanzado desde el cosmódromo.

## Historia
Durante la segunda mitad de la década de 1950, se comenzaron a desarrollar sistemas de defensa aérea antiexplosiones nucleares, tanto en Estados Unidos como en la Unión Soviética. La primera prueba de este programa fue llamada ZUR-215. El experimento tenía los siguientes propósitos:
- Estudio de los efectos de la explosión sobre las aeronaves;
- Identificación de daños a los objetos en tierra (edificios y estructuras);
- Estudiarlos efectos de las explosiones a gran altura.

En la mañana del 19 de enero de 1957, un cohete partió desde el cosmódromo de Kapustin Yar con una ojiva nuclear. Explotó a 10 370 m de altura con una potencia de 10 kilotones.